# Orfgen
Orfgen là một đô thị thuộc huyện Altenkirchen, trong bang Rheinland-Pfalz, phía tây nước Đức. Đô thị Orfgen có diện tích 3,74 km², dân số thời điểm ngày 31 tháng 12 năm 2006 là 247 người.